# Metronom

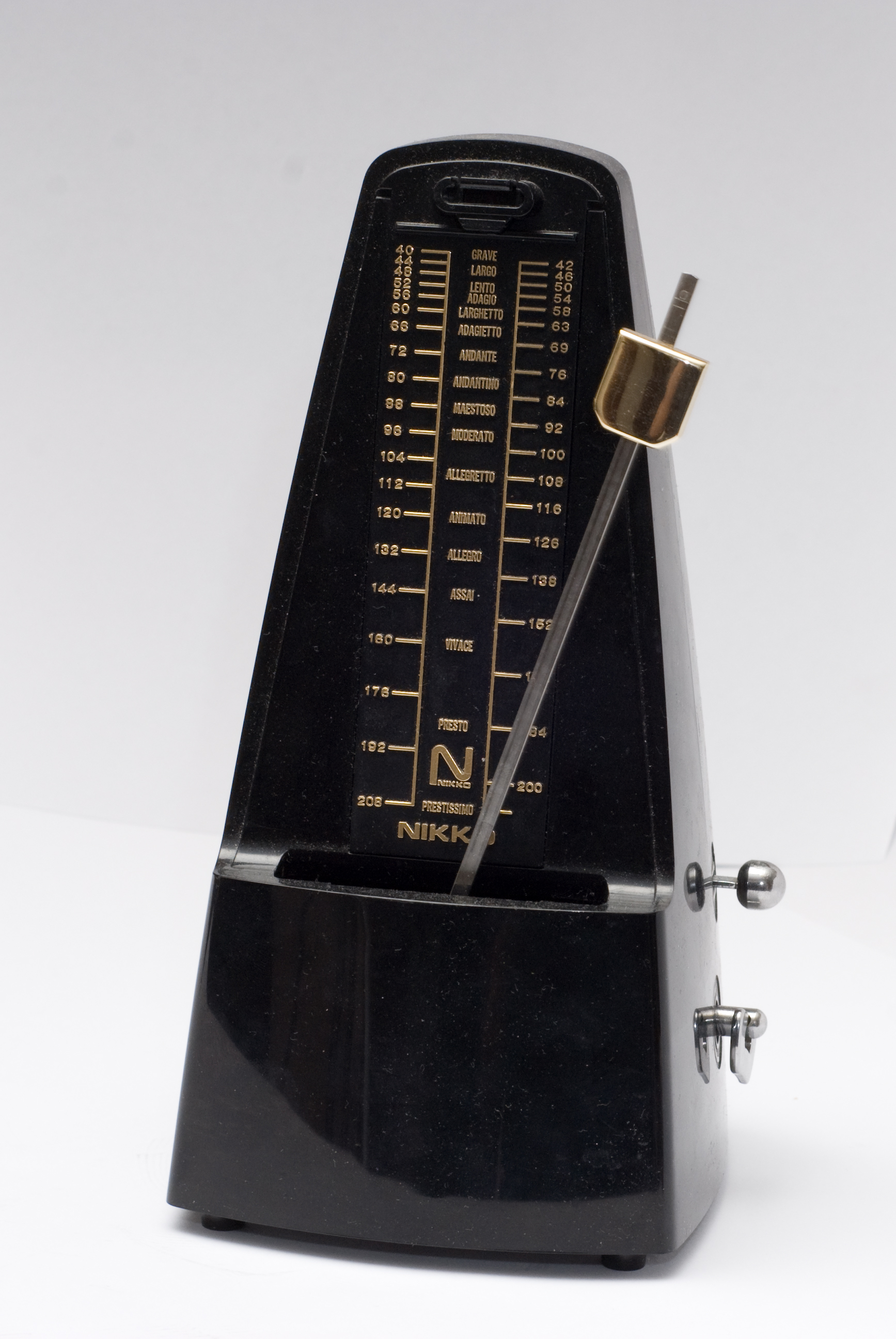
En mekanisk metronom

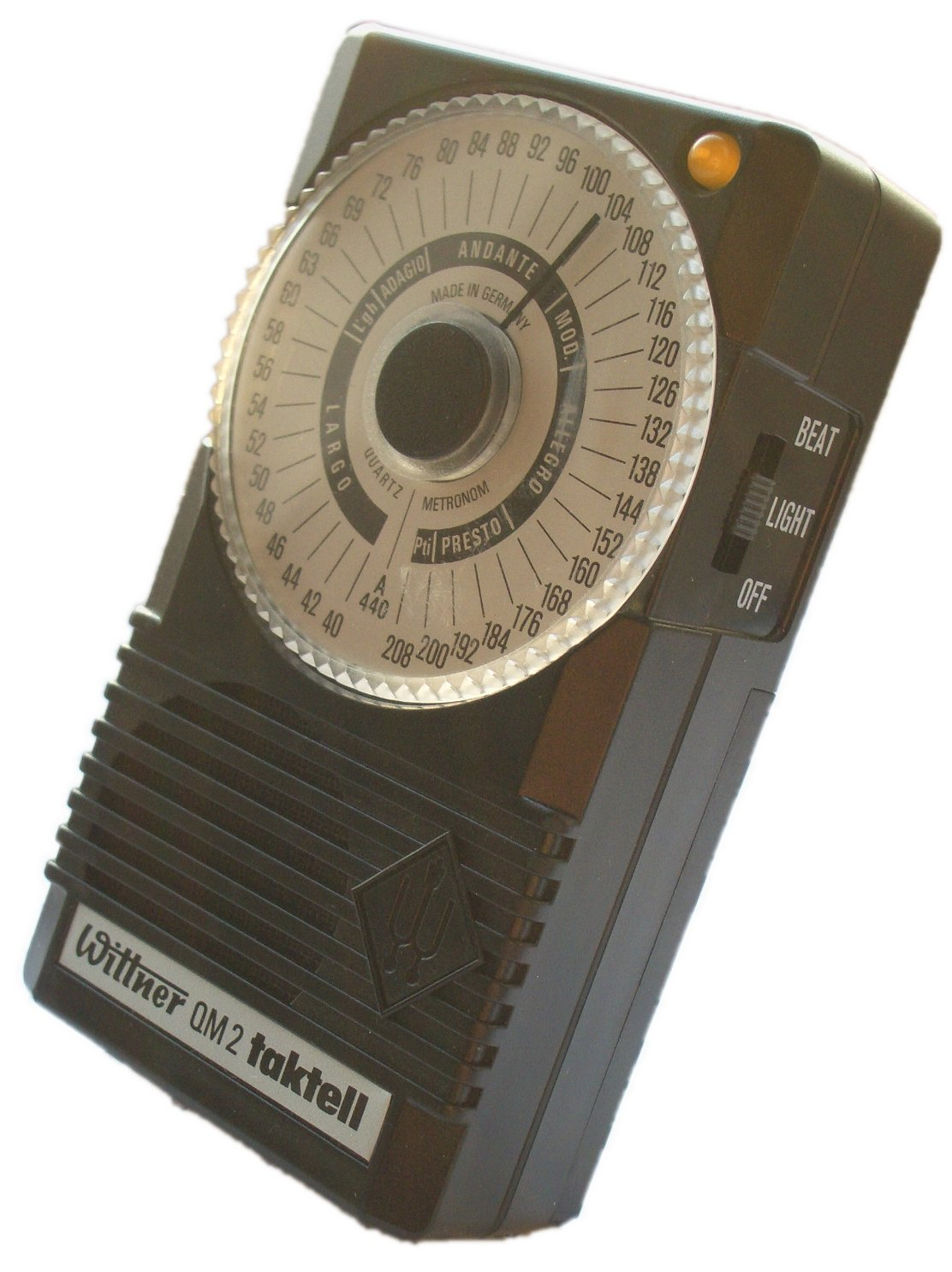
En elektronisk metronom

En metronom är ett mekaniskt eller elektroniskt instrument som avger en fast takt, det exakta utgångstempot för ett musikstycke, vanligen i form av ett klickande ljud och/eller en blinkande lampa eller en visare, från några tiotal till några hundra gånger i minuten. Metronomer brukar användas av musiker för att mäta eller bestämma musikens tempo (hastighet).

## Historik
Metronom (av grekiska metron, mått, och nomos, lag) är ett instrument, som mäter tidsintervaller och utgörs av en sammansatt pendel, vars svängningstid efter behag kan förlängas eller förkortas. För detta ändamål sitter den axel, kring vilken pendelstången svänger, inte som vanligt i stångens övre ände, utan längre ned på stången. Pendelns övre del svänger följaktligen i motsatt led mot dess nedre; och som dessa rörelser motverkar varandra, blir pendelns rörelse långsammare än hos en vanlig pendel av samma längd. För att kunna reglera svängningstiden sitter på pendelstången ovanför axeln en flyttbar vikt. Ju högre denna vikt ställs, dess mindre blir svängningshastigheten. I Mälzels metronom underhålls pendelstångens rörelse av ett urverk, anbringat i apparatens nedre del. Pendelstången är ovanför axeln indelad i grader, som anger antalet svängningar som pendeln gör i minuten, när vikten flyttas till motsvarande gradstreck. Graderingen går vanligen från 50 till 160. Ställs således vikten på 60, slår pendeln sekunder.
I musiken begagnas Mälzels metronom som taktmätare för att, noggrannare än genom de allmänna benämningarna ”allegro", "andante" och så vidare, bestämma tempot i
ett musikstycke. Metronomens flyttbara vikt ställs då på det gradtal, som i rubriken till stycket föreskrives för en viss notlängd, till exempel halvnoten, varefter tempot avpassas så, att denna not får en längd, lika med tidsintervallerna emellan två pendelslag.
Det finns även elektroniska metronomer varav många utöver ljudet (som då ofta kan stängas av) har en blinkande lampa och ibland också en display med en visare. Många elektroniska keyboards har inbyggd metronomfunktion och det finns även mängder av programvara för datorer som fungerar som mer eller mindre avancerade varianter av metronomen.
Metronomen patenterades år 1816 av tysken Johann Nepomuk Mälzel, egentligen uppfunnen av holländaren D. N. Winkel.